# 鄭佑根
鄭佑根（韓語：정유근，2007年10月25日—），是一名韓國兒童男演員。

## 生涯
2010年於育兒實境節目《Hello Baby》首次亮相。節目中的爸爸是韓國明星組合SHINee。
2022年作為特別來賓出演《少時貪探》，成長後的佑根神似SHINee的珉豪，在拍攝現場也透過秀英以視訊通話久違的相聚。

## 演出作品

### 電視劇
| 年份   | 電視臺 | 劇名                   | 角色           | 備註 |
| 2012年 | SBS    | 《致美麗的你》         | 小孩           | 客串 |
| 2013年 | KBS    | 《蔘生》               | 吳志成（童年） |      |
| 2013年 | KBS    | 《秘密》               | 小善           |      |
| 2014年 | JTBC   | 《我們能相愛嗎》       | 李世鎮         |      |
| 2014年 | KBS    | 《純金的地》           | 姜振宇         |      |
| 2014年 | KBS    | 《鋼鐵人》             | 昌             |      |
| 2017年 | tvN    | 《她愛上了我的謊》     | 姜韓傑（童年） |      |
| 2018年 | KBS    | 《Suits》              | 崔剛皙（童年） |      |
| 2018年 | OCN    | 《客：The Guest》      | 崔允（童年）   |      |
| 2022年 | TVING  | 《我只是還沒全力以赴》 | 南金弼（少年） |      |

### 綜藝節目
| 年份 | 電視台  | 節目名稱       | 性質           |
| 2010 | KBS Joy | 《Hello Baby》 | 第二季固定出演 |
| 2022 | JTBC    | 《少時貪探》   | 特別出演       |

## 外部連結
- 鄭佑根的Instagram帳戶（由母亲管理） 